# 久保田唱
久保田 唱（くぼた しょう、1984年12月6日 - ）は、日本の脚本家、演出家。長野県出身。企画演劇集団ボクラ団義主宰。

## 来歴
2007年、役者の沖野晃司と共に企画演劇集団ボクラ団義を旗揚げ。以降ボクラ団義全作品の脚本・演出を手掛ける。ロジカルでスピード感のある脚本とキャストの持味を生かした演出には定評がある。現在は劇団公演のみならず、商業公演の脚本・演出、更には映像作品の脚本を手掛けるなど、精力的に活動している。
2020年1月4日に女優の民本しょうことの結婚を発表した。

## 芸歴・演出
企画演劇集団ボクラ団義
- vol.1『re・call』（阿佐ヶ谷アルシェ） - 作・演出
- vol.2『and After』（アイピット目白） - 作・演出
- vol.3『オトトイ』（アイピット目白） - 作・演出
- vol.4『わラワレ!』（シアターグリーンBOX in BOX） - 作・演出
- vol.5『re-Make』-リメイク-（アイピット目白） - 作・演出
- vol.6『ハイライト・ミレニアム』（シアターグリーンBOX in BOX） - 作・演出
- vol.7『嘘つきたちの唄』（日暮里d-倉庫） - 作・演出
- vol.8『ゴーストライターズ』（シアターグリーンBOX in BOX / in→dependent theatre 2nd） - 作・演出
- vol.9『オーバースマイル』（シアターグリーンBOX in BOX / in→dependent theatre　2nd） - 作・演出
- vol.10『鏡に映らない女 記憶に残らない男』（SPACE107） - 作・演出
- 番外公演『ハンズアップ』（シアターKASSAI） - 作・演出
- 再演プロジェクトvol.1『ワラワレ』（シアターモリエール） - 作・演出
- vol.11『忍ぶ阿呆に 死ぬ阿呆』（SPACE107 / 大阪市立芸術創造館） - 作・演出
- -Play Again-vol.2『嘘ツキタチノ唄』（シアターグリーンBOX in BOX） - 作・演出
- 番外公演『遠慮がちな殺人鬼』（シアターKASSAI） - 作･演出 ※第19回日本劇作家協会新人戯曲賞一次選考通過作品
- vol.12『さよならの唄』（六行会ホール） - 作・演出
- -Play Again-vol.3『OVER SMILE』（シアターグリーンBIG TREE THEATER） - 作・演出
- vol.13『虹色の涙 鋼色の月』（新宿SPACE107 / 大阪市立芸術創造館 / 横浜相鉄本多劇場） - 作・演出
- －Play Again－vol.4『ゴーストライターズ!!』（SPACE107） - 作・演出
- vol.14『耳があるなら蒼に聞け ～龍馬と十四人の志士～』（ザ・ポケット） - 作・演出
- vol.15『シカク』（サンモールスタジオ） - 作・演出

その他の公演作品
- 大神拓哉の『Vivid Cafe』（ダイニングカフェtreater） - 演出
- 大神拓哉の『Vivid Cafe』vol.2（ダイニングカフェtreater） - 演出
- 大神拓哉の『Vivid Cafe』vol.3（ダイニングカフェtreater） - 演出
- アリスインプロジェクト
  - 『ハイスクールミレニアム』（シアターKASSAI） - 作・演出
  - 『ハイスクールミレニアム2012』（上野ストアハウス） - 作・演出
- 株式会社アポロ5
  - 『オーバースマイル』（シアターモリエール） - 脚本
  - 『レプリカ』（シアターサンモール） - 脚本
  - 『クラッシャーズラブソング』（俳優座劇場） - 脚本
- 劇団東京旗上げ公演『殻を破って突き抜けろ』（目黒中小企業ホール） - 演出
- ACRAFT『紅蓮、還る』（シアターKASSAI） - 脚色・演出
- タンバリンプロデューサーズ『MOSH06 ショートコレクション』（ザ・ポケット） - 脚本参画
- タンバリンプロデューサーズ『新耳袋3 喫茶店奏鳴曲～カフェ・ソナタ』（ザ・ポケット） - 作・演出
- ACRAFT『舞台版 天誅』（シアターサンモール） - 脚本・演出
- タンバリンステージ『MOSH007 私を愛したスパイ』（シアターグリーンBOX in BOX THEATER） - 脚本参画
- トウキョウ演劇倶楽部プロデュース公演Vol.7「ブラックジャックによろしく～がん患者編～」（2014年9月3日 - 8日、六行会ホール） - 演出
- ENG『Three'S』（笹塚ファクトリー） - 脚本・演出
- DARKNESS HEELS〜THE LIVE〜（2019年9月18日 - 23日、シアター1010） - 脚本・演出
- DARKNESS HEELS〜THE LIVE〜SHINKA（2019年12月5日 - 15日、CBGKシブゲキ!!） - 脚本・演出
- 舞台 ぼくらの七日間戦争（2020年9月11日 - 20日、かめありリリオホール） - 脚本・演出
- ENG『ほんとうにかくの？』（2020年12月23日 - 28日、シアターグリーンBIG TREE THEATHE） - 脚本・演出
- 舞台「チョコレート戦争～a tale of the truth～」（2021年1月、大阪メルパルクホール／シアター1010） - 演出
- 『舞台 幕が上がる』（2023年7月12日 - 17日、サンシャイン劇場） - 脚本・演出
- 超次元ミュージカル ネプテューヌ（2023年9月28日 - 10月1日） - 脚本・演出

映画
- 終焉少女 LastGirlStanding（2013年7月劇場公開、オーディトリウム渋谷） - 脚本

## 芸歴・出演
舞台
- 御園座『3年B組 金八先生 夏休みの宿題』
- 『王子と乞食』（東京芸術劇場中ホール） - 公爵マイルス・ヘンドン 役
- 『真夏の夜の夢』 - ディミトリアス 役
- 『王子と乞食』（一ツ橋ホール）
- 『クジカンキカク』（シアターKASSAI）

ドラマ
- 『ディヴィジョン1 放課後』（脚本：衛籐凛）
- 『マグロ☆ボーイズ』
- 『白夜行』
- 『タイガー&ドラゴン』
- 『みんな昔は子供だった』
- 『僕の生きる道』 - クラスメイトレギュラー
- 『エ・アロール』

映画
- ショートフィルム『Pay day』 - 松本清 役

CM
- インターネットCM エースコック